# Peltaea riedelii
Peltaea riedelii är en malvaväxtart som först beskrevs av Gürke, och fick sitt nu gällande namn av Standley. Peltaea riedelii ingår i släktet Peltaea och familjen malvaväxter. Inga underarter finns listade i Catalogue of Life.